# Ambassador Theatre (New York)
Pour l’article homonyme, voir Ambassadors Theatre.
L'Ambassador Theatre est un théâtre de Broadway construit en 1921 et situé sur Broadway, dans le Midtown de Manhattan, à New York (États-Unis).

## Histoire
Conçu par l'architecte Herbert J. Krapp pour les Shubert, la structure est remarquable en ce qu'elle est située en diagonale sur son site pour obtenir au nombre maximum de sièges possible. Son aspect extérieur, indiscernable de beaucoup d'autres maisons de Broadway, ne fait pas allusion à la disposition inhabituelle à l'intérieur. Le bâtiment a été désigné Landmark de New York par la commission de conservation des monuments de la ville de New York. L'ouverture du proscenium du théâtre est de 13,69 m avec une hauteur de grille de 16,69 m.  
Le théâtre a ouvert ses portes le 11 février 1921  avec la comédie musicale The Rose Girl. Les Shubert ont vendu la propriété en 1935, et pendant les deux décennies suivantes, elle a été utilisée comme salle de cinéma et studio de télévision pour NBC et plus tard le DuMont Television Network, alors qu'elle était connue sous le nom d'Ambassador Tele-Theater. En 1956, les Shubert reprirent possession et la rendirent à un usage initial.

## Principales productions

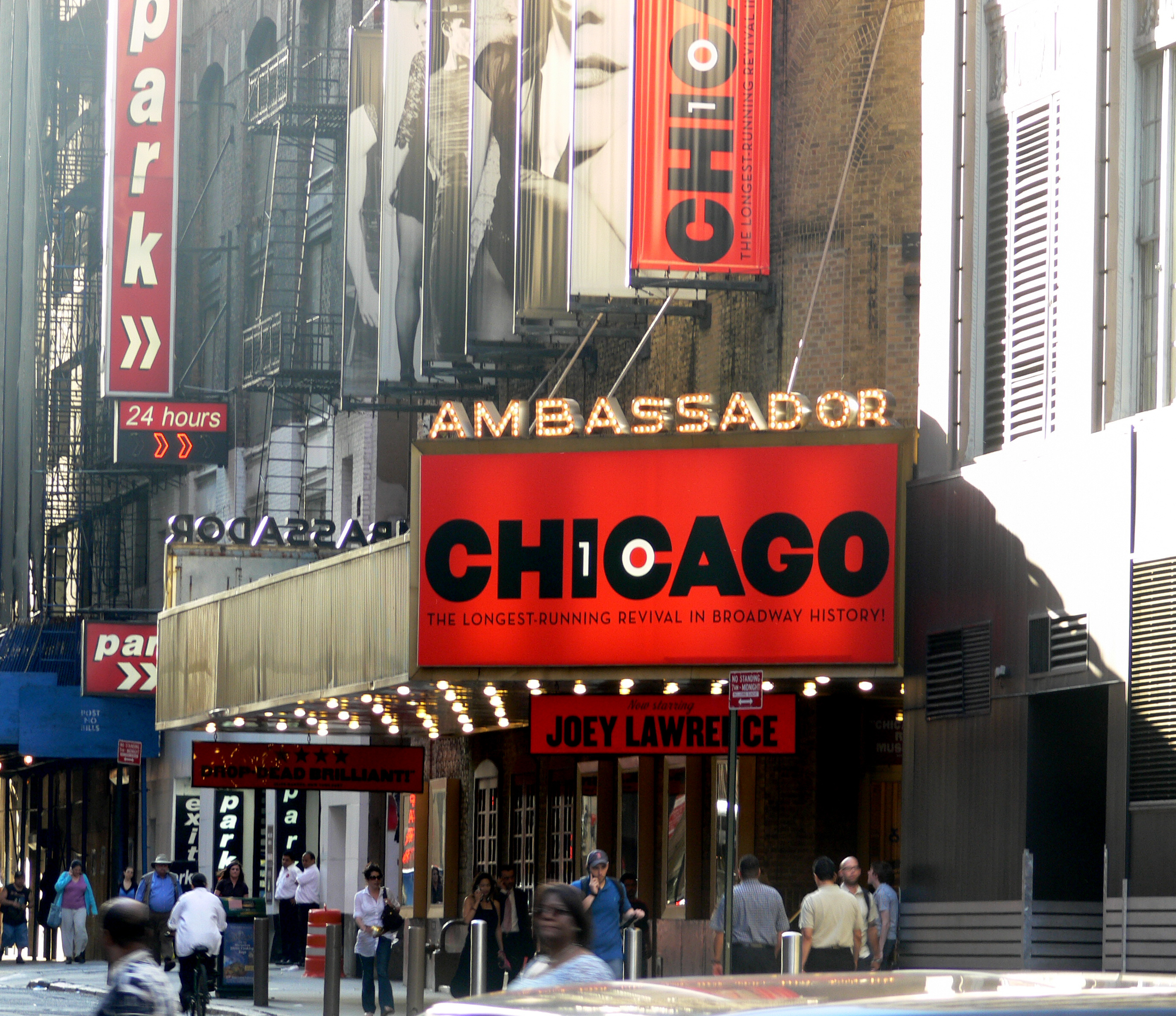
Chicago déjà à l'affiche de l'Ambassador Theatre en 2007.

- 1921 : The Rose Girl, Blossom Time (Das Dreimäderlhaus)
- 1927 : The Racket
- 1931 : Death Takes a Holiday
- 1933 : June Moon
- 1935 : Night of January 16th
- 1939 : Strawhat Revue of 1939
- 1955 : The Diary of Anne Frank
- 1957 : Compulsion
- 1963 : Stop the World – I Want to Get Off
- 1966 : The Lion in Winter
- 1967 : You Know I Can't Hear You When the Water's Running
- 1968 : We Bombed in New Haven
- 1969 : Celebration
- 1971 : Ain't Supposed to Die a Natural Death
- 1974 : Me and Bessie
- 1977 : Godspell
- 1978 : Same Time, Next Year; Eubie!
- 1980 : Division Street
- 1983 : A View from the Bridge
- 1985 : Leader of the Pack
- 1987 : Dreamgirls
- 1996 : Bring in 'da Noise, Bring in 'da Funk
- 1999 : It Ain't Nothin' But the Blues, You're a Good Man, Charlie Brown
- 2000 : The Ride Down Mt. Morgan
- 2001 : A Class Act, Hedda Gabler
- 2002 : Topdog/Underdog
- 2003 : Chicago